# Helmut Scholz
Helmut Scholz (Grodków, 1º luglio 1920 – Wanne-Eickel, 12 novembre 1997) è stato un militare polacco delle Waffen-SS.

## Biografia

### Giovinezza
Helmut Scholz nacque il 1º luglio 1920 a Grodków, nell'Alta Slesia. All'età di 17 anni, nel dicembre del 1937, si offrì volontario per unirsi alla Waffen-SS e fu assegnato alla 3ª compagnia, SS Standarte Germania, venendo trasferito alla 2. SS-Panzer-Division "Das Reich" nel 1938.

### Carriera militare
Selezionato per l'addestramento degli ufficiali e inviato alla SS-Junkerschule di Braunschweig, nel settembre del 1939 venne promosso a Unterscharführer (Sergente).
Prese parte alla campagna di Francia nel 1940 e fu trasferito alla 1ª Compagnia del 5. SS-Panzer-Division "Wiking" e dal giugno 1941 fu coinvolto nell'invasione dell'Unione Sovietica tramite l'operazione Barbarossa.
Il 1º novembre dello stesso anno tornò alla SS-Junkerschule e il 20 aprile 1942 fece un SS-Oberjunker fino a giugno, quando fu promosso a Untersturmführer ricevendo il comando di un plotone nel III Reggimento Nord della 23. SS-Freiwilligen-Panzergrenadier-Division "Nederland" che prestava servizio in Russia.
Nel 1943 si unì alla 49ª SS Panzer Grenadier Regiment De Ruyter e nel marzo del 1944 divenne comandante della 7ª Compagnia, della 49ª SS Panzer Grenadier Regiment De Ruyter e della 23ª SS Panzer Grenadier Division "Nederland". Mentre era al comando della 7ª Compagnia che prese parte alla battaglia di Narva difendendo la testa di ponte contro gli attacchi russi, gli fu assegnata la croce di Cavaliere della Croce di Ferro. Nell'agosto dello stesso anno gli fu dato il comando del II Reggimento che si trovava a nord-ovest di Peipussees e per le azioni del battaglione gli fu assegnata la Croce di Cavaliere della Croce di Ferro con Fronde di Quercia il 21 settembre 1944.
Nel gennaio del 1945 fu nominato aiutante del 48 Reggimento Panzer Grenadier e promosso a Hauptsturmführer nel gennaio del 1945.
Scholz sopravvisse alla guerra e morì il 12 novembre 1997 a Herne, nell'ex città di Wanne-Eickel.